# Eckington Cemetery

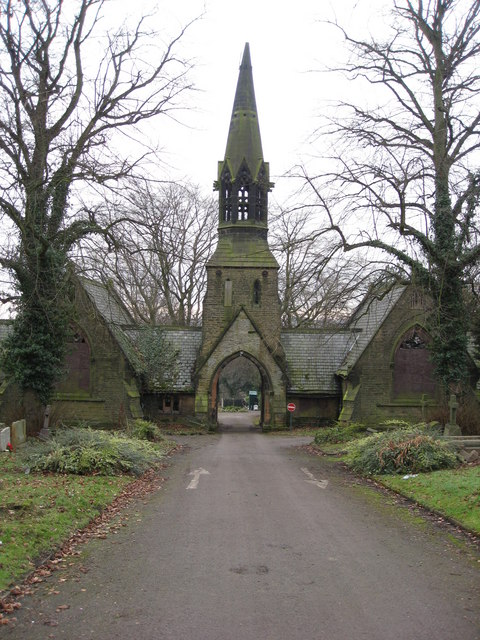
Südliche Zufahrt, Chapel of Ease

Der Eckington Cemetery ist ein Friedhof in Eckington, Derbyshire, England. Der Friedhof dient Eckington selbst sowie nahe gelegenen Dörfern wie Mosborough und Ridgeway als Begräbnisort. Auf dem Friedhof befinden sich mehrere Kriegsgräber der Commonwealth War Graves Commission.

## Geschichte
Der Friedhof ist seit Ende 1877 in Gebrauch, zuvor fanden Bestattungen auf dem Friedhof der St.-Peter-und-St.-Pauls-Kirche statt. Die erste Bestattung war die von William Poole, eines Sohns von Charles Poole aus Mosborough. Auf dem Friedhof befindet sich die Kapelle Chapel of Ease, die seit 1989 als Grade-II-Building unter dem britischen Denkmalschutz steht.
Im Dezember 2008 wurden in der Nähe des Friedhofs römische Münzen entdeckt, die auf eine frührömische Besiedlung in der Gegend hinweisen.